# Jiří Jedlička (lékař)
MUDr. Jiří Jedlička (* 22. února 1941 Praha) je český lékař v oboru pneumologie a iniciátor udělování čestného titulu Rytíř českého lékařského stavu. Je jedním ze šesti zakladatelů České lékařské komory po sametové revoluci v roce 1989.

## Život
Narodil se v Praze 22. 2. 1941 v rodině lékaře Kamila Jedličky. Rod Jedličků působil v medicíně 400 let a prastrýc prof. MUDr. Rudolf Jedlička byl profesorem chirurgie a zakladatelem po něm pojmenovaného ústavu v Praze na Vyšehradě. Tito vzdělaní a humanisticky založení předci formovali i vývoj Jiřího Jedličky.
I přes výborné výsledky ve škole nedostal pro svůj třídní původ povolení studovat gymnasium a středoškolské vzdělání ukončil maturitou na průmyslové škole geologické v r. 1959. Po roční praxi laboranta ve vývoji polovodičů v ČKD Praha byl doporučen k vysokoškolskému studiu dílenským výborem ČKD a byl přijat ke studiu medicíny na Fakultě všeobecného lékařství UK Praha. V letech 1966-1969 pracoval jako sekundární lékař léčebných plicních ústavů ve Vysokých Tatrách, kam nastoupil dle doporučeného umístěni. Po roce 1969 pracoval jako sekundární lékař, zástupce primáře a poté jako primář plicního lůžkového odděleni v Klatovech. Atestaci získal v oboru interní medicíny a v roce 1975 z oboru TRN.
Většinu profesního života pracoval na bronchologickém pracovišti, prováděl cytologická vyšetření v pneumologii, absolvoval řadu postgraduálních kurzů v oboru TRN. Podílel se také na organizaci diskusních seminárních kurzů vedoucích lékařů v oboru TRN. V letech 1988 - 2004 byl vedoucím lékařem poliklinického oddělení TRN v Praze 9, Vysočanech, pracoval jako konziliář pro lůžkovou chirurgii a ARO a prováděl rovněž ambulantní a cytologická fibrobronchoskopická vyšetřeni. Byl jmenován konzultantem pro kontrolu a dohled nad tbc pro Prahu 9 a 14.
V roce 1989 podepsal Petici několik vět a navázal kontakty s Alexandrem Vondrou. Po listopadu 1989 společně s několika dalšími kolegy založil skupinu pro obnovu České lékařské komory. V letech 1991 — 1995 byl členem představenstva ČLK. Od roku 1996 byl předsedou Čestné rady ČLK ve vyšším odvolávacím orgánu disciplinárního řízení a od roku 2003 členem Čestné rady ČLK. Od června 2004 pracoval v ambulanci TRN ve Studentském zdravotnickém ústavu Praze 1, Spálená 12. Kromě výkonu pneumologické odbornosti byl zástupcem ředitele a vedoucím lékařem odborných specialistů ústavu. Poté působil jako odborný plicní lékař v soukromé ambulanci v Sušici.
Je členem atestační komise v oboru tuberkulóza a respirační nemoci a členem Čestné rady OS ČLK v Klatovech. Je ženatý, má dva syny, čtyři vnučky a jednoho vnuka. Za své celoživotní odborné i společenské působení byl oceněn jako Čestný člen odborné plicní společnosti J. E. Purkyně. V roce 2011 mu byl udělen titul Rytíře českého lékařského stavu za rok 2010.